# USNS Robert F. Kennedy (T-AO-208)
El USNS Robert F. Kennedy (T-AO-208) será un buque de aprovisionamiento de la clase John Lewis de la Armada de los Estados Unidos. Es la cuarta unidad de la clase. Es una de las unidades en construcción. Fue botado en octubre de 2023.

## Construcción
Su construcción está a cargo de National Steel and Shipbuilding Co. (NASSCO) en el astillero de San Diego, California. Fue colocada la quilla el 5 de diciembre de 2022. Fue botado el 28 de octubre de 2023.
Su nombre honra a Robert F. Kennedy, senador por Nueva York (1965-1968) y fiscal general de los Estados Unidos (1961-1964).